# George (Washington)
George és una població dels Estats Units a l'estat de Washington. Segons el 2000 tenia 528 habitants.
El nom de la ciutat, George, i l'estat en el que està, Washington, formen un joc de paraules amb el nom del 1r President dels Estats Units, George Washington.

## Demografia
Segons el cens del 2000, George tenia 528 habitants, 141 habitatges, i 106 famílies. La densitat de població era de 339,8 habitants per km².
Dels 141 habitatges en un 49,6% hi vivien nens de menys de 18 anys, en un 58,2% hi vivien parelles casades, en un 6,4% dones solteres, i en un 24,8% no eren unitats familiars. En el 18,4% dels habitatges hi vivien persones soles el 5,7% de les quals corresponia a persones de 65 anys o més que vivien soles. El nombre mitjà de persones vivint en cada habitatge era de 3,74 i el nombre mitjà de persones que vivien en cada família era de 4,39.
Per edats la població es repartia de la següent manera: un 37,7% tenia menys de 18 anys, un 16,5% entre 18 i 24, un 26,9% entre 25 i 44, un 14% de 45 a 60 i un 4,9% 65 anys o més.
L'edat mediana era de 23 anys. Per cada 100 dones de 18 o més anys hi havia 140,1 homes.
La renda mediana per habitatge era de 21.181 $ i la renda mediana per família de 23.571 $. Els homes tenien una renda mediana de 21.667 $ mentre que les dones 13.875 $. La renda per capita de la població era de 7.779 $. Aproximadament el 33% de les famílies i el 36,2% de la població estaven per davall del llindar de pobresa.

## Poblacions més properes
El següent diagrama mostra les poblacions més properes.